# Rymosia pinnata
Rymosia pinnata är en tvåvingeart som beskrevs av Ostroverkhova 1979. Rymosia pinnata ingår i släktet Rymosia och familjen svampmyggor. Enligt den finländska rödlistan är arten nära hotad i Finland. Arten är reproducerande i Sverige. Artens livsmiljö är naturmoskogar. Inga underarter finns listade i Catalogue of Life.